# Hakblok

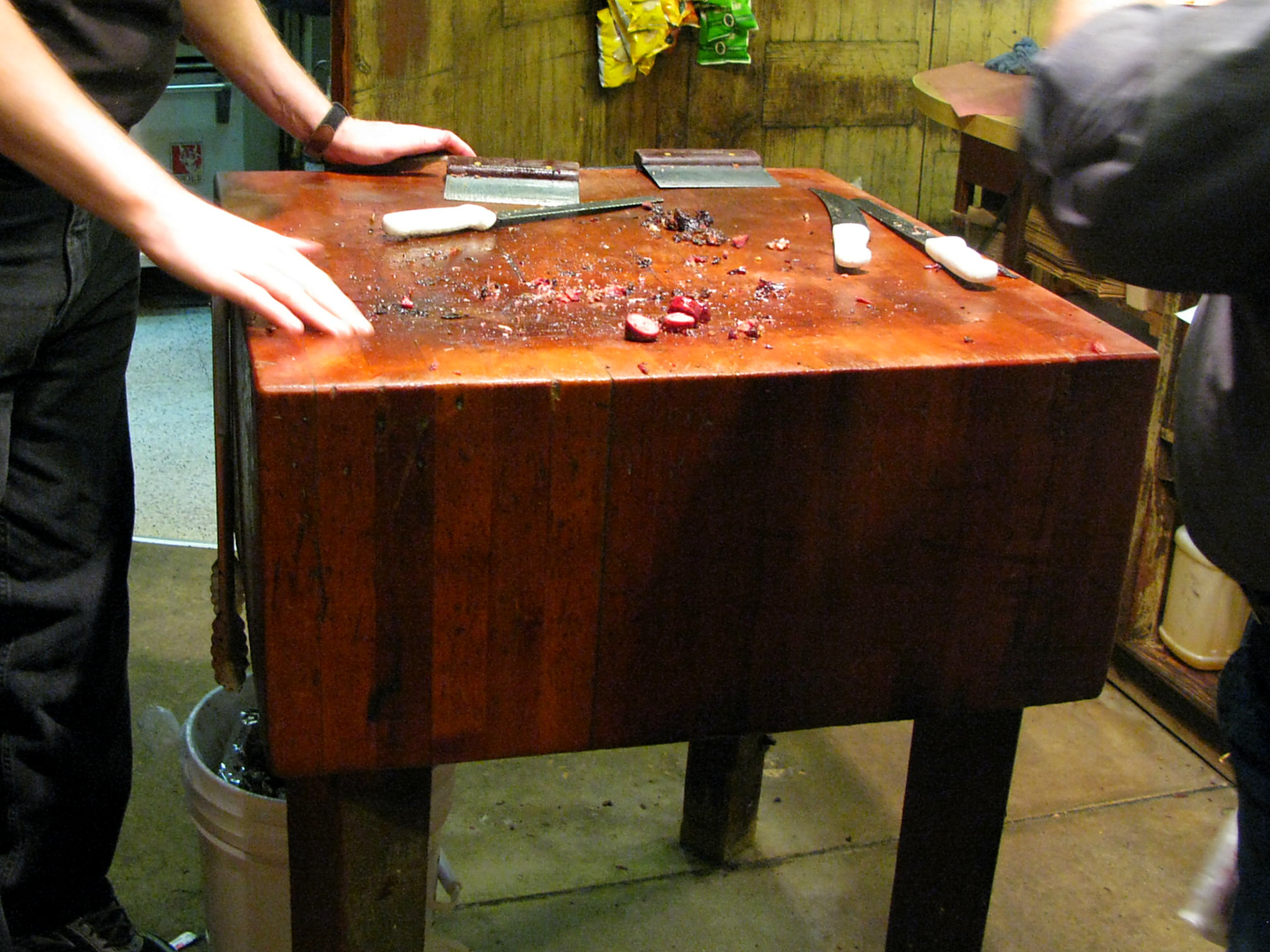
Hakblok in de keuken van een restaurant

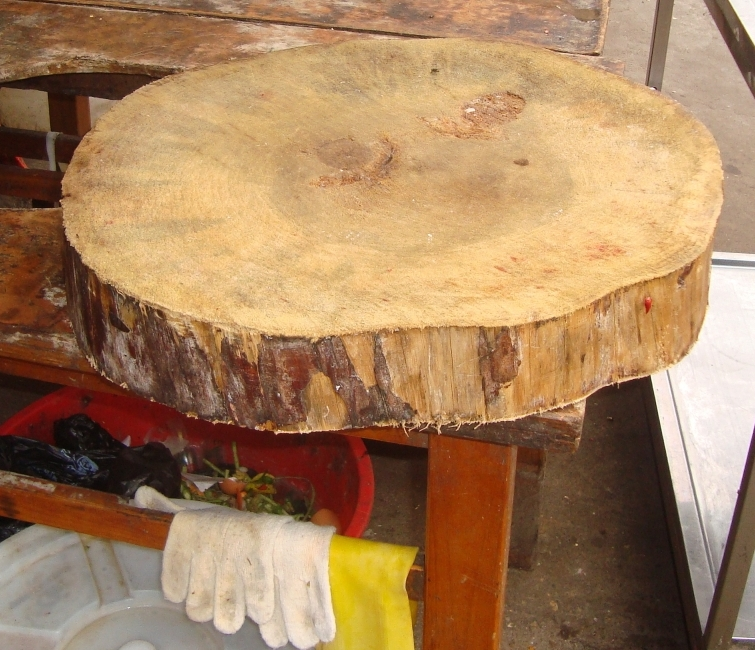
Een hakblok uit een houtschijf

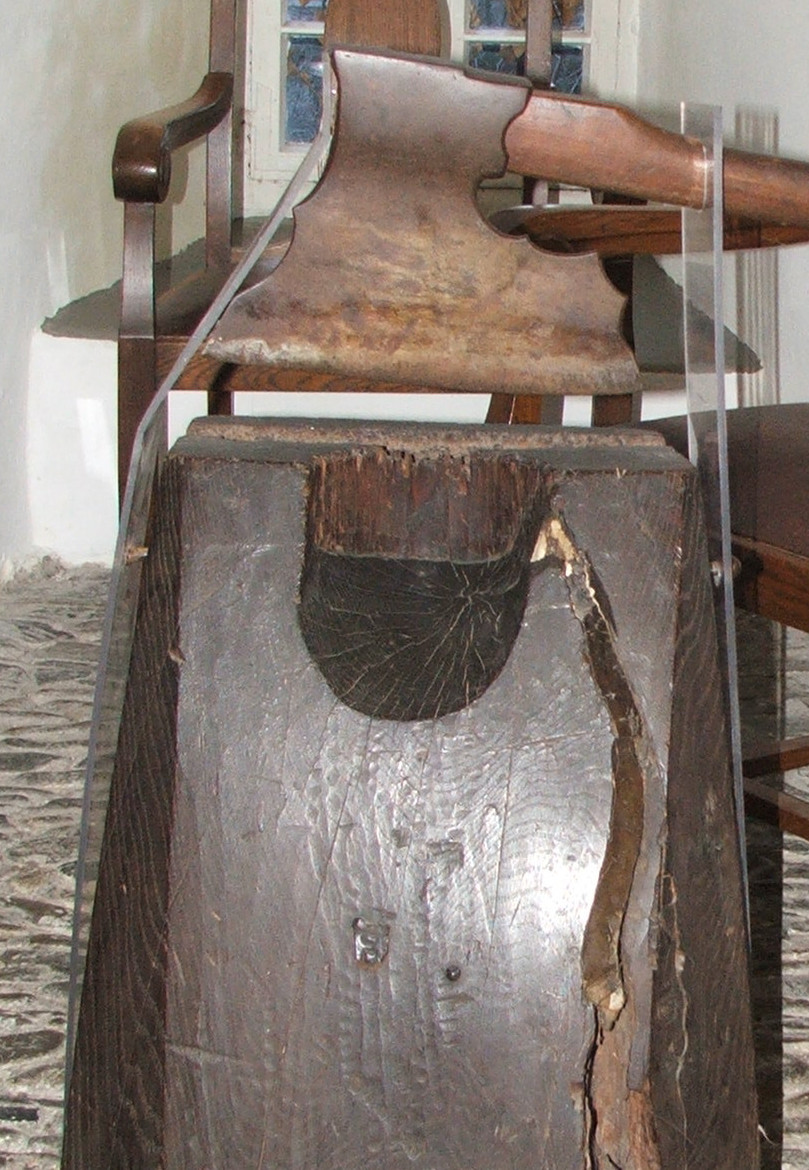
Een middeleeuws hakblok voor onthoofdingen

Een hakblok is een dikke en massieve variant van een snijplank, meestal bedoeld voor zwaarder keukenwerk of in de vleesverwerking. In het verleden werden hakblokken ook gebruikt voor onthoofdingen.

## Bouwwijze en materiaal
Om een vaste en niet kwetsbare massa te vormen, die het mes of het hakwerktuig spaart, is hout het meest gebruikte materiaal. In de industrie wordt ook kunststof ingezet, mede uit hygiënisch oogpunt. Ter wille van de ergonomie worden hakblokken, vooral bij commercieel gebruik, op een tafel gemonteerd of op poten.

### Hout
De oorspronkelijke vorm van een hakblok is een boomstam of een schijf daarvan, waarbij de kopse kant vlak is en voor hakken en snijden gebruikt wordt. Het houten blok kan op poten gesteld worden. Om barsten te voorkomen, wordt vaak lijmhout ingezet. Hiervoor worden passende houtblokjes of -staafjes met de kopse kant naar boven aan elkaar gelijmd. Door hout in verschillende kleuren of nuances te gebruiken, kunnen ook decoratieve patronen gemaakt worden. Houtsoorten die veel gebruikt worden zijn beuken, robinia, teak en esdoorn.

### Kunststof
Gebruikelijk in de vleesverwerkende industrie zijn hakblokken van polyethyleen. Hoewel deze ook biofilmen vormen kunnen, is de reiniging relatief eenvoudig.